# S.W.A.T. Специален отряд
„S.W.A.T. Специален отряд“ (на английски: S.W.A.T.) е американски екшън криминален трилър от 2003 г. на режисьор Кларк Джонсън, по сценарий на Дейвид Айър и Дейвид МакКена, а сюжета е на Рон Мита и Джим МакКлейн. Продуциран от Нийл Мориц, той е базиран на едноименния сериал от 1975 г., създаден от Робърт Хамър. Във филма участват Самюъл Джаксън, Колин Фарел, Мишел Родригес, Ел Ел Кул Джей, Джош Чарлс, Джеръми Ренър, Брайън Ван Холт и Оливие Мартинес.

## В България
В България филмът е излъчен на 19 Март 2017 г. по Нова телевизия с български войсоувър дублаж. Екипът се състои от:
| Озвучаващи артисти  | Даниела Йорданова Елисавета Господинова Георги Георгиев-Гого Стефан Сърчаджиев – Съра Здравко Методиев Васил Бинев |
| Преводач            | Ирина Ценкова |
| Тонрежисьор         | Стефан Дучев |
| Режисьор на дублажа | Димитър Кръстев |